# Yatagan
 (juin 2023).
Si vous disposez d'ouvrages ou d'articles de référence ou si vous connaissez des sites web de qualité traitant du thème abordé ici, merci de compléter l'article en donnant les références utiles à sa vérifiabilité et en les liant à la section « Notes et références ».
Pour les articles homonymes, voir Yatagan (homonymie).
Le yatagan (du turc yatağan) est un sabre turc, à lame recourbée et dont le tranchant forme, vers la pointe, une courbe rentrante.

## Description
Dérivé probablement de la machaira, ce sabre mesure de 60  à   80 cm de long. Le yatagan donna sa forme aux baïonnettes du XIXe siècle, car sa forme (légèrement flammée) lui permettait d'être fixé tout près de l'âme du fusil sans diminuer la précision du tir et sans être brûlé par la poudre. 
Avant le début de la colonisation française et l’introduction de la guillotine en Algérie en 1843 (et même après), le yatagan servait à la décapitation des condamnés à mort (Alger était alors vassale de l'Empire ottoman).

## Apparitions
En héraldique, le yatagan peut se retrouver dans des armoiries modernes.

## Homonymie
- Le yatagan désigne également à tort un couteau de poche basque d'environ 12 cm de long. Il a été créé à l'origine pour les planteurs de tabac de la région du sud-ouest de la France et utilisé dans le Bergeracois. La présence traditionnelle des rosettes sur le manche permettait de mieux tenir le couteau. Ce couteau n'a aucun lien avec le Pays basque et n'y a, d'ailleurs, jamais été fabriqué.
- Yatagan est aussi le nom d'un navire de guerre français (type aviso-torpilleur de haute mer, armé en contre-torpilleurs) coulé dans le pas de Calais lors de la Première Guerre mondiale.